# Malé Borové
Malé Borové (hongrois : Kisborove) est un village de Slovaquie situé dans la région de Žilina.

## Histoire
La première mention écrite du village date de 1550.

## Démographie

### Évolution de la population
| Année:               | 1994. | 2004.    | 2014.    | 2024.    |
| -------------------- | ----- | -------- | -------- | -------- |
| Nombre de personnes: | 266   | 206      | 139      | 111      |
| Différence:          |       | -22,55 % | -32,52 % | -20,14 % |

| Année:               | 2023. | 2024.   |
| -------------------- | ----- | ------- |
| Nombre de personnes: | 115   | 111     |
| Différence:          |       | -3,47 % |